# Bromborough
Bromborough est un gros village du Merseyside, en Angleterre. Il est situé sur la péninsule de Wirral, entre Bebington au nord et Eastham au sud. Jusqu'à la réorganisation d'avril 1974, il fait partie du district métropolitain de Bebington dans le comté du Cheshire. Depuis 1974, il dépend administrativement du district métropolitain de Wirral. Au moment du recensement de 2011, le ward de Bromborough comptait 14 850 habitants.

## Personnalités
- Le footballeur Scott Minto y est né en 1971
- L'auteur-compositeur-interprète Paul Heaton y est né en 1962.